# Julia Zigiotti Olme
Julia Margareta Zigiotti Olme (n. Upplands Väsby, 24 de julio de 1997) es una futbolista sueca. Desde 2012, juega como delantera del Kopparbergs/Göteborg FC.
Hija de padre sueco y madre italiana, Zigiotti Olme manifestó interés por el fútbol desde su infancia, siendo fanática del delantero de la Juventus, Alessandro Del Piero. Estuvo en los equipos juveniles del Bollstanäs SK, club con el cual debutó en 2012 en la liga profesional. Posteriormente, jugó como titular por otros equipos como el AIK Estocolmo, Hammarby Fotboll y el Kopparbergs/Göteborg FC.
A nivel de selecciones, Zigiotti Olme integró las escuadras sub-17 y sub-20 de la selección femenina de fútbol de Suecia. En 2018, fue convocada por primera vez a la selección adulta y luego fue convocada a la Copa Mundial Femenina de Fútbol de 2019, organizada en Francia.

## Vida personal
Zigiotti Olme mantiene una relación con su compañera de equipo Emma Kullberg.